# Rudolf Jäger (Architekt)

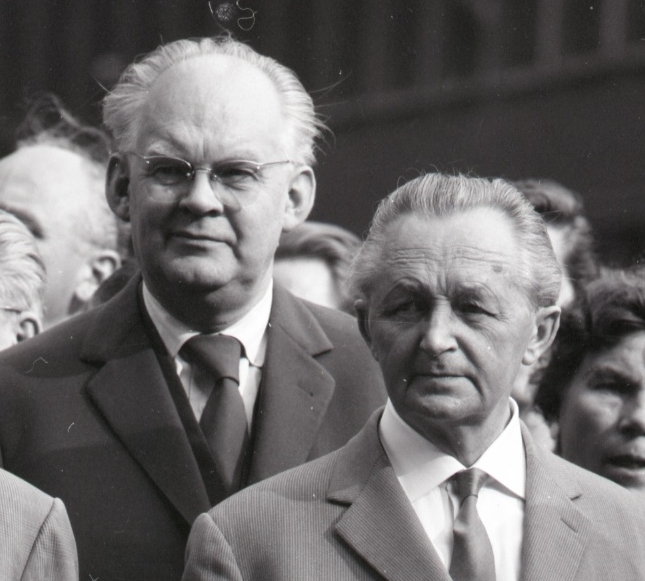
Rudolf Jäger (hinten) zusammen mit Bernhard Hopp (vorn) bei der Jacobi-Turm-Einweihung 1961

Rudolf Jäger (* 9. August 1903 in Altona; † 24. April 1978 in Hamburg) war ein deutscher Architekt. Er darf nicht mit dem österreichischen Architekten Rudolf Jäger verwechselt werden, der um die Jahrhundertwende in Wien tätig war.

## Leben
Jäger studierte von 1924 bis 1928 an der Technischen Hochschule Stuttgart und der Technischen Hochschule Berlin. Danach war er u. a. in der Bauabteilung des württembergischen Finanzministeriums in Stuttgart und im Büro der Hamburger Architekten Carl Bensel und Johann Kamps tätig. Ab 1930 arbeitete er in Bürogemeinschaft mit Bernhard Hopp, nach dessen Tod ab 1962 mit Johannes Gries. Er war spezialisiert auf den Bau von Kirchen und wird der Stuttgarter Schule zugerechnet.
Seit seiner Jugend war Jäger in der evangelischen Kirche engagiert. Er beteiligte sich schon im Januar 1933 am Altonaer Bekenntnis und nahm 1934 zusammen mit Ernst Hildebrand an der Barmer Bekenntnissynode der Bekennenden Kirche als Vertreter der schleswig-holsteinischen Bekenntnisgemeinschaft teil. Zusammen mit Hans Asmussen gab er die Schriftenreihe Die Gemeindekirche heraus, die 1934 im Hans Harder Verlag in Altona erschien. Im 1. Heft der Schriftenreihe verfasste er gemeinsam mit dem Germanisten Fritz Collatz den Beitrag Die Gemeindekirche als Sinn und Ziel unserer Arbeit. 

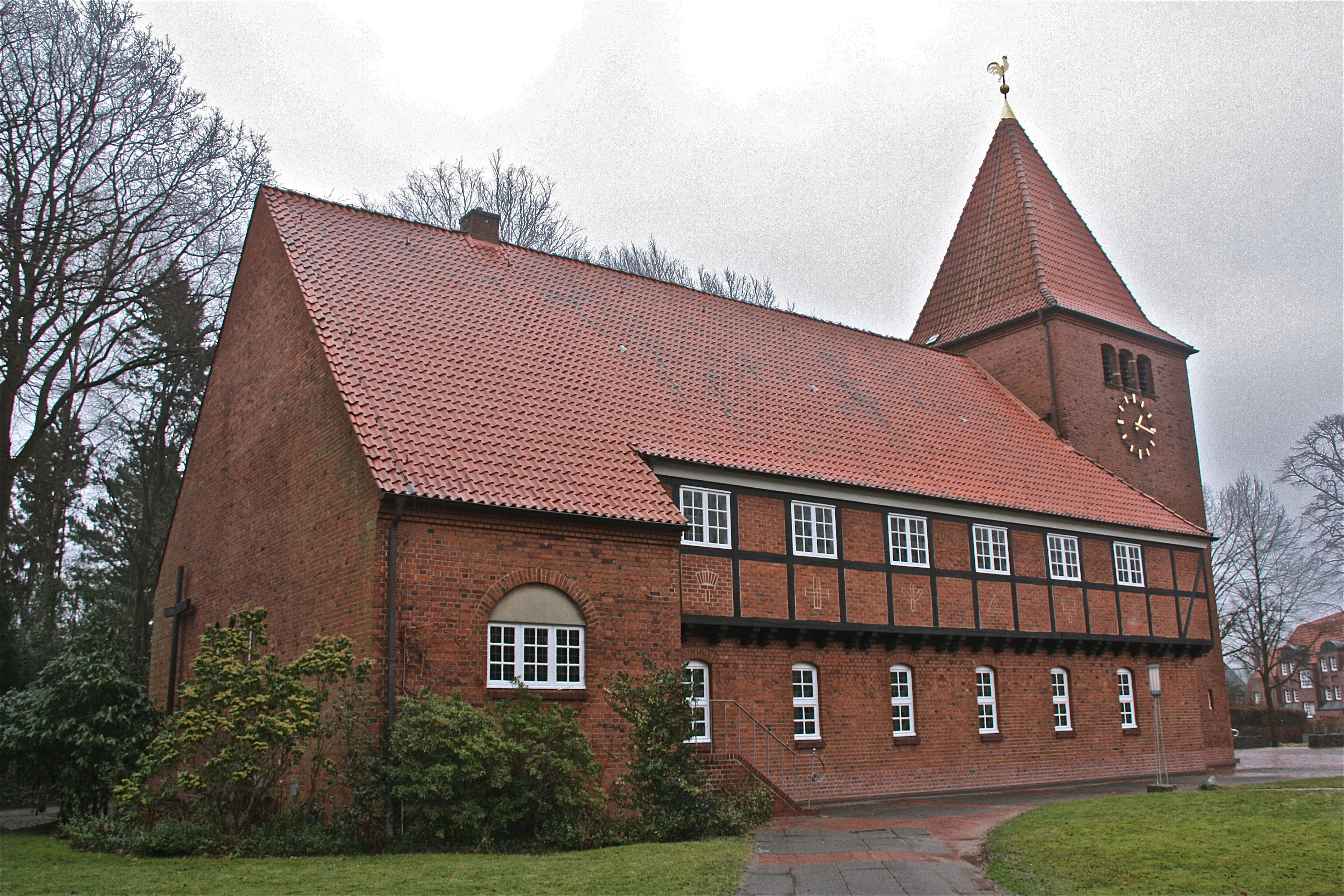
Lutherkirche in Hamburg-Wellingsbüttel

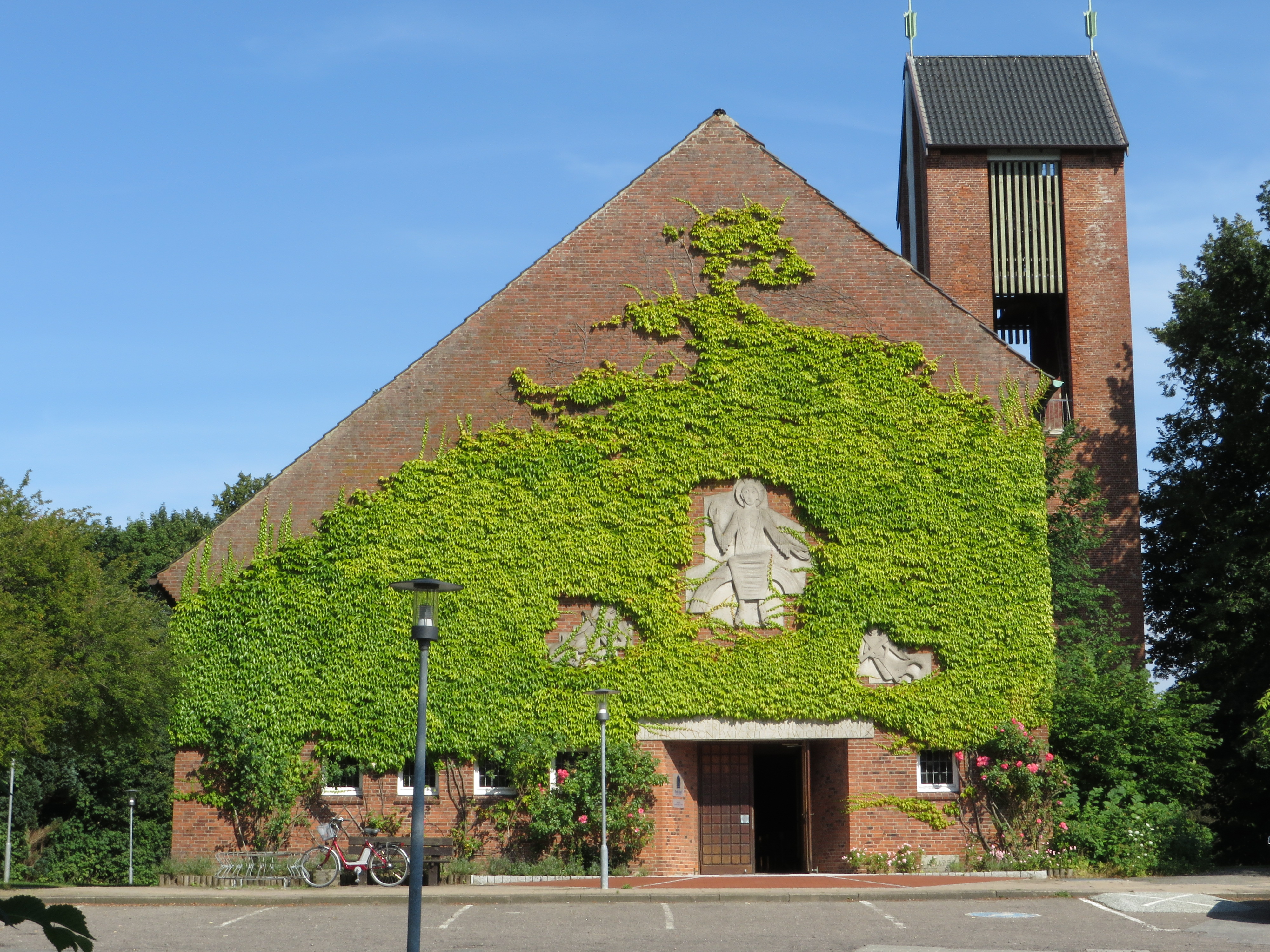
Christuskirche Flensburg-Mürwik

## Werk
Die meisten Arbeiten wurden zusammen mit Bernhard Hopp ausgeführt.
- 1934–1935: Fischerkirche Born a. Darß
- 1936–1937: Lutherkirche in Hamburg-Wellingsbüttel[4]
- 1937–1938: Umbau der Lukaskirche in Hamburg-Fuhlsbüttel
- 1937–1938: Evangelische Johanneskirche Bockum-Hövel
- 1938: Maria-Magdalenen-Kirche in Hamburg-Klein Borstel
- 1938: St. Nicolaus in Hamburg-Alsterdorf (Renovierung)
- 1939: Friedenskirche in Hamburg-Berne, Lienaustraße[5]
- 1946–1956: Beteiligung am Bau der Grindelhochhäuser in Hamburg
- 1948–1949: Kapelle in Sonneberg-Hönbach (zusammen mit Viktor Koch)[6]
- 1949: Adventskirche in Hamburg-Schnelsen (zusammen mit Otto Bartning)[7]
- 1949–1950: Wiederaufbau der Christianskirche in Hamburg-Ottensen
- 1950: Adventskirche der Westfälischen Diakonissenanstalt in Münster
- 1950–1957: Wiederaufbau der St.-Katharinen-Kirche in Hamburg
- 1951–1962: Wiederaufbau der St.-Jacobi-Kirche in Hamburg[8]
- 1951–1954: Adventhaus Grindelberg der Siebenten-Tags-Adventisten in Hamburg[9]
- 1952–1955 Christophoruskirche in Hamburg-Hummelsbüttel (1966 um Gemeindehaus ergänzt)[10]
- 1953–1955: Christuskirche in Hamburg-Wandsbek
- 1955–1956: Philippus-Kirche in Hamburg-Horn[11]
- 1956: Sanierung und Umgestaltung der Kirche St. Stephanus in Hamburg-Eimsbüttel, Lutterothstraße 98
- 1957: Neugestaltung des Ehrenmals auf dem Waldfriedhof in Aumühle
- 1957–1958: Matthäuskirche in Münster (Westfalen)
- 1957–1958: Christuskirche in Flensburg-Mürwik[12]
- 1958–1960: St.-Marien-Kirche in Hamburg-Ohlsdorf
- 1959–1961: Lufthansa Wartungshalle 3 auf dem Flughafen Hamburg (zusammen mit Georg Petry, Hannsgeorg Beckert, Otto Apel und Alfred Mehmel)[13]
- 1961–1962: Turmhelm der Paulus-Kirche in Hamm
- 1962: Wiederaufbau der Osterkirche in Hamburg-Eilbek
- 1962: Entwurf für die Thomaskirche in Hamburg-Bramfeld[14]
- 1967–1969: Studentenwohnheim (jetzt Verwaltungsgebäude des Studentenwerks) an der Grindelallee 9 in Hamburg-Rotherbaum, Entwurf zusammen mit Johannes Gries und Daniel Bruzema[15]